# 達維德基 (納羅季奇區)
51°19′13″N 29°18′20″E / 51.32028°N 29.30556°E
達維德基（烏克蘭語：Давидки），是烏克蘭北部的村落，隸屬日托米爾州的科羅斯滕區。該村處於格列茲利亞畔，始建於十五世紀，面積0.76平方公里，海拔高度138米，2001年人口180。